# Stamboom Maria van Nassau-Dietz (1539-1599)
| Overgrootouders                                                               | Johan IV van Nassau-Dillenburg (1410-1475) x 1440 Maria van Loon-Heinsberg (1424-1502)                                          | Hendrik III van Hessen (1440-1483) x 1458 Anna van Katzenelnbogen (1443-1494)                                                   | Hendrik IX van Stolberg x Margaretha van Mansfeld                                                                               | Filips I van Eppstein-Königstein (1459–1481) x Louise van der Mark († 1524)                                                     |
| Grootouders                                                                   | Johan V van Nassau-Dillenburg (1455-1516) x 1482 Elisabeth van Hessen (1466-1523)                                               | Johan V van Nassau-Dillenburg (1455-1516) x 1482 Elisabeth van Hessen (1466-1523)                                               | Botho III van Stolberg-Wernigerode (1467-1538) x 1500 Anna van Eppstein-Königstein (1481-1538)                                  | Botho III van Stolberg-Wernigerode (1467-1538) x 1500 Anna van Eppstein-Königstein (1481-1538)                                  |
| Ouders                                                                        | Willem van Nassau-Dillenburg (1487-1559) Willem de Rijke x 1531 Juliana van Stolberg (1506-1580)                                | Willem van Nassau-Dillenburg (1487-1559) Willem de Rijke x 1531 Juliana van Stolberg (1506-1580)                                | Willem van Nassau-Dillenburg (1487-1559) Willem de Rijke x 1531 Juliana van Stolberg (1506-1580)                                | Willem van Nassau-Dillenburg (1487-1559) Willem de Rijke x 1531 Juliana van Stolberg (1506-1580)                                |
| Maria van Nassau-Dietz (1539-1599) x 1556 Willem IV van den Bergh (1537-1586) | | | | |
| Kinderen                                                                      | Maria kreeg 8 zonen en 8 dochters onder wie Herman (1558-1611), Frederik (1559-1618), Oswald (1561-1586) en Hendrik (1573-1638) | Maria kreeg 8 zonen en 8 dochters onder wie Herman (1558-1611), Frederik (1559-1618), Oswald (1561-1586) en Hendrik (1573-1638) | Maria kreeg 8 zonen en 8 dochters onder wie Herman (1558-1611), Frederik (1559-1618), Oswald (1561-1586) en Hendrik (1573-1638) | Maria kreeg 8 zonen en 8 dochters onder wie Herman (1558-1611), Frederik (1559-1618), Oswald (1561-1586) en Hendrik (1573-1638) |
| Kleinkinderen                                                                 | Herman kreeg 3 dochters, Frederik kreeg 2 zonen en 3 dochters, Hendrik kreeg 2 zonen en 7 dochters                              | Herman kreeg 3 dochters, Frederik kreeg 2 zonen en 3 dochters, Hendrik kreeg 2 zonen en 7 dochters                              | Herman kreeg 3 dochters, Frederik kreeg 2 zonen en 3 dochters, Hendrik kreeg 2 zonen en 7 dochters                              | Herman kreeg 3 dochters, Frederik kreeg 2 zonen en 3 dochters, Hendrik kreeg 2 zonen en 7 dochters                              |